# Ortrugo
L'Ortrugo è un vitigno a bacca bianca emiliano originario delle colline piacentine, unica zona di coltivazione.

## Caratteristiche morfologiche
- Germoglio di 10-20 cm
- Apice cotonoso, verde biancastro con sfumature rosso-violacee, alla fioritura lanugginoso, verde giallognolo sfumato di bronzeo.
- Asse del germoglio curvo, verde giallastro con sfumature bronzate.
- Tralcio erbaceo a sezione circolare, leggermente peloso in zona apicale, verde con striature bronzee.
- Viticci bifidi e trifidi, lunghi, intermittenti.
- Infiorescenza conica, lunga circa 20 cm.
- Fiore ermafrodita.
- Tralcio mediamente lungo, robusto, elastico, ramificato, di sezione circolare, grigio leggermente striato di nocciola.[1]
- Foglie grandi, appena reniformi, solitamente trilobate, speso quadrilobate o pentalobate; la pagina superiore è verde chiaro, opaca, con qualche bolla, quella inferiore lanugginosa, grigio verde. Le nervature sono setolose e ben visibili. Denti mucronati ed evidenti. Il picciolo è corto e setoloso, appena rosato.
- Grappolo molto compatto a maturità, lungo 18-20 cm, cilindro o conico, spesso con un'ala. il peduncolo è parzialmente legnoso.
- Acino medio, sferoidale, con buccia giallo-verdastra, punteggiata e pruinosa, piuttosto dura. Contiene due vinaccioli.[1]

## Sinonimi
È stato segnalato erroneamente  che in Piemonte sarebbe detto "Barbesino", ma a giudizio del professor Dalmasso tale sinonimia non esiste.

## Impiego
Non adatto al consumo da tavola, viene utilizzato solo per la vinificazione